# Championnat du monde de Supersport 1999
Le Championnat du monde de Supersport 1999 est la 1re édition du Championnat du monde de Supersport.

La saison a débuté le 28 mars et s'est terminée le 19 septembre après 11 manches.
Stéphane Chambon a remporté le titre pilote et Yamaha le titre constructeur.

## Système de points
| Position | 1  | 2  | 3  | 4  | 5  | 6  | 7 | 8 | 9 | 10 | 11 | 12 | 13 | 14 | 15 |
| Points   | 25 | 20 | 16 | 13 | 11 | 10 | 9 | 8 | 7 | 6  | 5  | 4  | 3  | 2  | 1  |

## Calendrier
| Nb | Date         | Pays        | Circuit        | Vainqueur            | Rapport |
| -- | ------------ | ----------- | -------------- | -------------------- | ------- |
| 1  | 28 mars      | RSA         | Kyalami        | Iain MacPherson      | Rapport |
| 2  | 2 mai        | UK          | Donington Park | Jamie Whitham        | Rapport |
| 3  | 16 mai       | ESP         | Albacete       | Jörg Teuchert        | Rapport |
| 4  | 30 mai       | ITA         | Monza          | Wilco Zeelenberg     | Rapport |
| 5  | 13 juin      | GER         | Nürburgring    | Piergiorgio Bontempi | Rapport |
| 6  | 27 juin      | Saint-Marin | Misano         | Rubén Xaus           | Rapport |
| 7  | 11 juillet   | USA         | Laguna Seca    | Stéphane Chambon     | Rapport |
| 8  | 1er août     | EU          | Brands Hatch   | Stéphane Chambon     | Rapport |
| 9  | 29 août      | AUT         | Zeltweg        | Jörg Teuchert        | Rapport |
| 10 | 5 septembre  | NED         | Assen          | Iain MacPherson      | Rapport |
| 11 | 12 septembre | GER         | Hockenheim     | Iain MacPherson      | Rapport |

## Classements

### Pilotes
| Pos | Pilote                | Constructeur | Équipes              | Pts |
| --- | --------------------- | ------------ | -------------------- | --- |
| 1   | Stéphane Chambon      | Suzuki       | Suzuki Alstare F.S.  | 153 |
| 2   | Iain MacPherson       | Kawasaki     | Kawasaki Racing Team | 130 |
| 3   | Piergiorgio Bontempi  | Yamaha       | Yamaha Belgarda      | 116 |
| 4   | Jörg Teuchert         | Yamaha       | Yamaha Deutschland   | 108 |
| 5   | Rubén Xaus            | Yamaha       | Dee Cee Jeans Yamaha | 101 |
| 6   | Christian Kellner     | Yamaha       | Yamaha Deutschland   | 94  |
| 7   | Fabrizio Pirovano     | Suzuki       | Suzuki Alstare F.S.  | 84  |
| 8   | Cristiano Migliorati  | Ducati       | Endoug Metalsistem   | 81  |
| 9   | Wilco Zeelenberg      | Yamaha       | Dee Cee Jeans Yamaha | 79  |
| 10  | William Costes        | Honda        | Elf Honda France     | 73  |
| 11  | James Toseland        | Honda        | Castrol Honda        | 59  |
| 12  | Massimo Meregalli     | Yamaha       | Yamaha Belgarda      | 53  |
| 13  | Pere Riba             | Ducati       | Castrol Honda        | 50  |
| 14  | Paolo Casoli          | Ducati       | Ducati Performance   | 45  |
| 15  | Christophe Cogan      | Ducati       | BKM Racing           | 27  |
| 16  | Jamie Whitham         | Yamaha       | Yamaha Belgarda      | 25  |
| 17  | Yves Briguet          | Suzuki       | Endoug Metalsistem   | 22  |
| 18  | Vittorio Iannuzzo     | Yamaha       | Lorenzini by Leoni   | 21  |
| 19  | Sébastien Charpentier | Honda        | Elf Honda France     | 20  |
| 20  | Karl Harris           | Suzuki       | Endoug Metalsistem   | 18  |
| 21  | Walter Tortoroglio    | Suzuki       | Gi Motor Sport       | 15  |
| 22  | Werner Daemen         | Yamaha       | Yamaha Belgium       | 14  |
| 23  | Karl Muggeridge       | Honda        | Ten Kate             | 13  |
| 24  | Roberto Panichi       | Bimota       | Bimota Exp. D.N.R.   | 13  |
| 25  | Russell Wood          | Yamaha       | Nashua Yamaha        | 11  |
| 26  | Camillo Mariottini    | Kawasaki     | Desenzano Corse      | 10  |
| 27  | David de Gea          | Honda        | Ten Kate Arbizu      | 10  |
| 28  | Giuseppe Fiorillo     | Suzuki       | Monza Corse          | 9   |
| 29  | Andrea Giachino       | Suzuki       | Monza Corse          | 8   |
| 30  | John Crawford         | Suzuki       | Clarion Suzuki       | 7   |
|     | Stefan Scheschowitsch | Suzuki       | Frankovics Suzuki    | 7   |
|     | Mauro Sanchini        | Suzuki       | Sacchi Corse         | 7   |
| 33  | Larry Pegram          | Ducati       | Ducati Performance   | 7   |
| 34  | Glen Richards         | Yamaha       | First Nat. Yamaha    | 6   |
| 35  | Francesco Monaco      | Ducati       | X Racing             | 5   |
|     | Michael Wohner        | Yamaha       | Yamaha Austria       | 5   |
| 37  | Michele Malatesta     | Ducati       | Yes Romanelli NCR    | 5   |
| 38  | Roberto Teneggi       | Ducati       | DF Racing Carli D.   | 5   |
| 39  | Graeme van Breda      | Honda        | Autopage Cellular    | 4   |
|     | Ian Simpson           | Honda        | Performance Bikes    | 4   |
|     | Markus Barth          | Suzuki       | Alpha Technik Suzuki | 4   |
| 42  | Javier Rodríguez      | Yamaha       | Team Folch           | 3   |
|     | Brian Parriott        | Honda        | Napa Valley Racing   | 3   |
| 44  | Norino Brignola       | Bimota       | Bimota Exp. D.N.R.   | 2   |
|     | Igor Antonelli        | Yamaha       | BNT Racing           | 2   |
| 46  | Marco Borciani        | Honda        | Rumi                 | 1   |
|     | David Checa           | Ducati       | Yes Ducati NCR       | 1   |

### Constructeurs
| Pos | Constructeur | Pts |
| --- | ------------ | --- |
| 1   | Yamaha       | 235 |
| 2   | Suzuki       | 191 |
| 3   | Kawasaki     | 137 |
| 4   | Honda        | 112 |
| 5   | Ducati       | 60  |
| 6   | Bimota       | 15  |